# Anthony Sherwood
Anthony Sherwood (* 1949 in Halifax, Nova Scotia) ist ein kanadischer Schauspieler, Produzent, Regisseur und Autor. Vor seiner Laufbahn als Schauspieler hatte Sherwood erste Erfolge als R&B-Musiker.
Von 1992 bis 2001 war Sherwood nationaler Co-Vorsitzender der „Kampagne vom 21. März“ für die kanadische Bundesregierung, dem Internationalen Tag zur Beseitigung der Rassendiskriminierung. Sherwood erhielt internationale Anerkennung und Auszeichnungen für seine Bemühungen, das Bewusstsein für die Bedeutung der Rassengleichheit zu schärfen.

## Leben
Sherwood wuchs in einer musikalischen Familie als eines von neun Kindern auf. Seine Großmutter Alice Kane (geborene White) war Musiklehrerin, seine Mutter Amateursängerin und seine Tante zweiten Grades die Opernsängerin Portia White, Kanadas erste afrokanadische Opernsängerin. Im Alter von einem Jahr zog die Familie nach Montreal, wo er seine Kindheit im Stadtteil Little Burgundy verbrachte. 1997 besuchte er Kurse im Bereich Produktion am Canadian Film Centre.

## Karriere
Sherwood begann seine Bühnenkarriere 1975 als Musical-Darsteller in Montreal und hatte Rollen in Ain't Misbehavin’, Cabaret sowie The Music Man. Ab 1979 war er auch in diversen kanadischen und US-amerikanischen Fernsehfilmen zu sehen.
1986 erhielt er die Rolle des CIA-Agenten Jason Locke in der Neubesetzung der vierten Staffel der Fernsehserie Airwolf und 1989 die des Dillon Beck in der CBC-Fernsehserie Die Waffen des Gesetzes (engl. Street Legal), die er bis zum Ende der Serie im Jahr 1994 verkörperte. 1992 wurde er dafür für den Gemini Award in der Kategorie „Best Performance by an Actor in a Supporting Role“ (deutsch: „Beste Darstellung eines Schauspielers in einer Nebenrolle“) nominiert.
Sherwood hatte außerdem Gastrollen in Fernsehserien wie Beauty and the Beast, Single Ladies, Lost Girl, The Art of More – Tödliche Gier, The Listener – Hellhörig, Aaron Stone, Being Erica – Alles auf Anfang, Ein Mountie in Chicago, Outer Limits – Die unbekannte Dimension, Soul Food, Mission Erde – Sie sind unter uns, PSI Factor – Es geschieht jeden Tag, Missing – Verzweifelt gesucht, Danger Bay, Adventure Inc. – Jäger der vergessenen Schätze, Diamonds, Alfred Hitchcock präsentiert (1985), Nachtstreife oder The Best Years: Auf eigenen Füßen.
Neben seiner Arbeit für das Fernsehen war er in Filmen wie Zeit für Legenden (2016), The Banner Project – Ein Leben für die Musik (2013), Honey (2003), Office Party – Geiselnahme im Büro (1988), Dead Bolt (1992), Skrupellos verführt – Die Unschuld des Mörders (1996), Eine Frau steht ihren Mann (1988), Eddie and the Cruisers II: Eddie lebt (1989), Immer näher kommt der Tod (1996), Fashion Girl – Der Pate trägt Prada (2004), Monster im Nacht-Express (1980), Die Mörder-Mutter: Wenn Liebe zu weit geht (1997), Free of Eden (1998), Geraubtes Glück (1999), Both Sides of The Law (1999), Die Anwältin (1989) und Jenseits der Unschuld (1993) zu sehen.
Im April 1991 gründete Sherwood die Produktionsfirma Anthony Sherwood Productions, die sich auf Produktionen mit dem Schwerpunkt der afrikanisch-kanadischen Geschichte und Kultur spezialisierte sowie das Thema Soziale Gerechtigkeit aufgriff. So produzierte sie 2001 die Dokumentation Honor Before Glory, die 2002 mit dem zweiten Preis beim Hollywood Black Film Festival in Los Angeles und mit einem Gemini Award ausgezeichnet wurde.
Der von Sherwood für CBC produzierte Dokumentarfilm Music – A Family Tradition gewann 1997 einen Gemini Award und wurde für den Emmy nominiert. Er produzierte und inszenierte auch den Dokumentarfilm Nowhere to Run, der sich mit der globalen Krise der Landminen befasst. Sein Film Mozambique – A Land of Hope handelt von der AIDS-Epidemie in Afrika und wurde im August 2006 auf der International AIDS Conference in Toronto vorgestellt. Seine Dokumentation 100 Years of Faith handelt von der ältesten Schwarzen Kirche in der kanadischen Provinz Quebec. 2009 produzierte und inszenierte er den Dokumentarfilm Knocking On Heaven's Door, der sich mit der Bandengewalt in Kingston auf Jamaika befasst.
Zwischen 1995 und 1998 war Sherwood Moderator und Sprecher der dreiteiligen Fernseh-Dokumentationsreihe Forbidden Places des Discovery Channel. Von 2002 bis 2005 moderierte er die Fernseh-Talkshow In The Black auf OMNI Television, der ersten Talkshow im kanadischen Fernsehen mit exklusiven Interviews mit prominenten Afro-Kanadiern.
Im Jahr 2009 kehrte Sherwood auf die Bühne zurück und spielte Marty im Musical Dreamgirls am Grand Theatre in London, Ontario. 2015 spielte er die Hauptrolle in William Shakespeares Bühnenstück Othello am Ale House Theatre.
Im Februar 2010 inszenierte Sherwood ein Lehrstück für die Bühne über den afrikanisch-kanadischen Helden William Hall (VC). Im Jahr 2012 schrieb und inszenierte Sherwood das Bühnenstück TITANIC: The Untold Story, das anlässlich des 100. Jahrestages des Untergangs der Titanic uraufgeführt wurde; das Stück hatte seine Premiere am Alderney Landing Theatre in Nova Scotia.
Im Juli 2016 inszenierte Sherwood das Bühnenstück The Colour of Courage, das anlässlich des 100. Jahrestages der Bildung von Kanadas rein schwarzer Militäreinheit im Ersten Weltkrieg entstand.
Sherwood erste Novelle, Music In The Dark, erschien im März 2015.

## Filmografie (Auswahl)
- 1980: Monster im Nachtexpreß (Terror Train)
- 1993: Jenseits der Unschuld (Guilty as sin)
- 1998: PSI Factor – Es geschieht jeden Tag (PSI Factor – Chronicles of the Paranormal, Fernsehserie, 1 Folge)
- 2003: Insects – Die Brut aus dem All (Threshold, Fernsehfilm)
- 2003: Honey
- 2016: Zeit für Legenden (Race)

## Auszeichnungen
- 1998: Martin Luther King Jr. Achievement Award (Black Theatre Workshop)
- 1998: Brampton Arts Acclaim Award
- 2000: Urban Alliance on Race Relations Award
- 2002: African-Canadian Achievement Award
- 2006: North American Black Historical Museum & Cultural Centre Award
- 2006: Planet Africa Award
- 2008: Harry Jerome Award